# Gustav Ruprecht
Gustav Ruprecht (* 19. Juni 1860 in Göttingen; † 13. Februar 1950 ebenda) war ein deutscher Verleger.

## Leben
Ruprechts Vater war der Verleger Carl Johann Friedrich Wilhelm Ruprecht. 1878 wurde er Lehrling in der Universitätsbuchhandlung G. B. Leopold in Rostock, es folgte ein Volontariat in der Buchhandlung von J. C. Hinrichs und im Verlag von Duncker & Humblot in Leipzig. Anschließend ging er in die väterliche Firma, unterbrochen durch einen fünfmonatigen Aufenthalt in den USA. 1887 wurde er zusammen mit seinem Bruder Wilhelm Ruprecht Teilhaber des Verlags.
Da Wilhelm ab 1899 durch verschiedene Ehrenämter im Börsenverein der deutschen Buchhändler zeitlich sehr beansprucht war, fiel die Leitung des Verlages in erster Linie Gustav Ruprecht zu.

## Veröffentlichungen
- Das Kleid der deutschen Sprache: unsre Buchschrift in Gegenwart und Zukunft, 5. erw. Aufl. Vandenhoeck & Ruprecht, Göttingen 1912 (Digitalisat).
- Fordert die Verbreitung des deutschen Buches im Auslande lateinischen Druck? 2. durchges. Aufl., Vandenhoeck & Ruprecht, Göttingen 1912.